# Philippine Leroy-Beaulieu

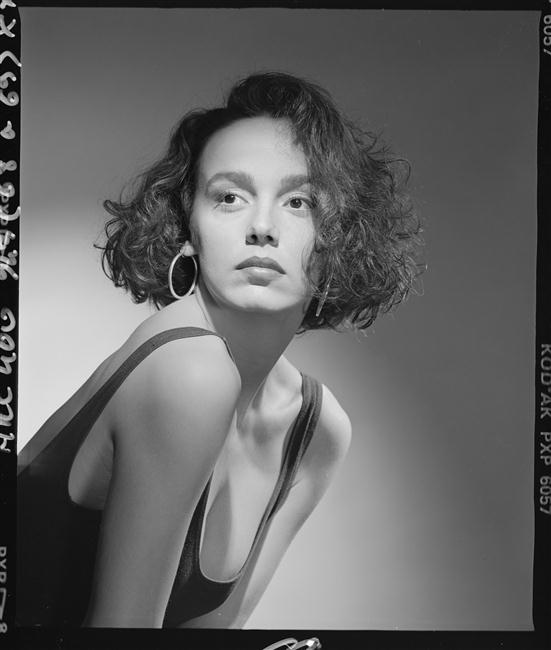
Philippine Leroy-Beaulieu w 1988 r.

Philippine Leroy-Beaulieu (ur. 25 kwietnia 1963 w Rzymie) – francuska aktorka filmowa, teatralna i telewizyjna.

## Życiorys

### Młodość
Urodziła się 25 kwietnia 1963 roku w Rzymie jako starsze z dwojga dzieci modelki i dekoratorki wnętrz Françoise Laurent oraz aktora Philippe’a Leroy-Beaulieu. Jej rodzice prowadzili otwarty dom, w którym gościło wielu ówcześnie znanych artystów. Za sprawą podglądania ojca na planie zainteresowała się aktorstwem. Po rozwodzie rodziców w 1974 r. zamieszkała we Włoszech z matką i bratem i w młodości czuła się Włoszką. Do Francji wyjechała w wieku 16 lat – jej włoski akcent, nieznajomość paryskiego slangu oraz brak znajomości francuskich kontekstów kulturowych sprawiły, że była w szkole wyrzutkiem.
Początkowo zdała na Sorbonę, gdzie podjęła studia w zakresie literatury francuskiej, gdyż nie chciała powielać kariery ojca, który również jej to odradzał. Na studiach zapisała się do uniwersyteckiej grupy teatralnej i po występach w teatrze studenckim zdecydowała się jednak na karierę aktorską.

### Kariera
Zadebiutowała w wieku 19 lat w komedii Przyjęcie – niespodzianka Rogera Vadima. Jej kolejny film, Trzech mężczyzn i dziecko, okazał się wielkich sukcesem frekwencyjnym, a także był nominowany do Oscara jako film nieanglojęzyczny i do Złotego Globu. Sama Leroy-Beaulieu zdobyła za tę rolę nominację do Cezara w kategorii najbardziej obiecującej młodej aktorki. W 1984 r. zagrała także w amerykańskim serialu Córka Mistrala. W 1988 r. wystąpiła w Biesach Andrzeja Wajdy. Rok później urodziła córkę ze związku z Richardem Beanem. Po dwuletniej przerwie wróciła do pracy, jednak nie grała już pierwszoplanowych ról, a jej kariera przestała się rozwijać.
Dopiero za sprawą roli w serialu Gdzie jest mój agent? zyskała na popularności. Przełomem okazała się jednak kolejna rola – Sylvie Grateau w serialu Emily w Paryżu (2020). Choć rolę napisano dla aktorki co najwyżej czterdziestoletniej, specjalnie dla niej ją przerobiono.
W swojej karierze zagrała ponad 50 ról, głównie w filmach kostiumowych, m.in. wcielała się w Charlotte Corday i Hélène de Portes.